# 王宏 (順治進士)
王宏（？—？）。山東濟寧州人，清初官員。

## 生平
明崇禎十五年（1642年）壬午科山東鄉試舉人。清順治三年（1646年）中式丙戌科三甲進士，此爲清朝首次開科。官至遷安縣知縣。